# Mesopotam
Mesopotam è una frazione del comune di Finiq in Albania (prefettura di Valona).
Fino alla riforma amministrativa del 2015 era comune autonomo, dopo la riforma è stato accorpato, insieme agli ex-comuni di Aliko, Livadhja, e Dhivër a costituire la municipalità di Finiq.
La città è conosciuta per la chiesa ortodossa e monastero del XIII secolo dedicata a San Nicola di Mira.

## Località
Il comune era formato dall'insieme delle seguenti località:
- Mesopotam
- Kardhikaq
- Pece
- Muzine
- Dhrovjan
- Krongj
- Bistrice
- Velahove
- Livine
- Brajlat
- Sirakat
- Kostar
- Fitore
- Krane
- Ardhasov